# Nene Almeida
José Antonio Almeida Exposito (Badajoz, Extremadura, España, 17 de febrero de 2000) conocido deportivamente como Nene Almeida es un futbolista español que juega como extremo derecho. Actualmente forma parte del Lynx Football Club de la Primera División de Gibraltar.

## Trayectoria deportiva
Formado en las categorías inferiores de diferentes clubes base de Extremadura, al alcanzar la edad juvenil se unió al conjunto U19 de la Extremadura UD de categoría nacional donde llegó a debutar además con el Extremadura Unión Deportiva "B" en Tercera División de España (Grupo XIV).
Con dieciocho años promocionó a categoría senior y fichó esa campaña por el Villacarrillo Club de Fútbol de División de Honor Andaluza para el curso siguiente regresar a Badajoz y pasar a formar parte del Club Deportivo Valdelacalzada.
En la temporada 2020/2021 el delantero recala en el Almagro Club de Fútbol para competir en la categoría nacional de Tercera División de España (Grupo XVIII).
De cara a la campaña 2021/2022 firma contrato profesional con la Unió Esportiva Sant Julià para competir en la Primera División de Andorra haciendo su debut en la competición el 26 de septiembre de 2021 en el encuentro correspondiente a la segunda jornada de liga ante la Unió Esportiva Santa Coloma.
En verano de 2022 el jugador renueva en un principio contrato con la Unió Esportiva Sant Julià por un año más, pero más tarde, el 17 de enero de 2023, el Lynx Football Club de la Primera División de Gibraltar anunció a través de sus medios oficiales el fichaje del delantero hasta final de ese curso.

## Carrera deportiva

### Clubes
| Club                         | País      | Año               |
| ---------------------------- | --------- | ----------------- |
| Extremadura UD U19           | España    | 2017 - 2018       |
| Villacarrillo Club de Fútbol | España    | 2018 - 2019       |
| CD Valdelacalzada            | España    | 2019 - 2020       |
| CD Gévora                    | España    | 2020              |
| Almagro Club de Fútbol       | España    | 2021              |
| Unió Esportiva Sant Julià    | Andorra   | 2021 - 2022       |
| Lynx Football Club           | Gibraltar | 2023 – Actualidad |